# Sztéliosz Szerafídisz
Sztéliosz Szerafídisz, görögül: Στέλιος Σεραφείδης (Gázi, 1935. augusztus 6. – 2022. január 4.) válogatott görög labdarúgó, kapus, kapusedző.

## Pályafutása

### Klubcsapatban
1953 és 1972 között az AÉK labdarúgója volt. Összesen 243 bajnoki mérkőzésen szerepelt a csapatban, amellyel három-három görög bajnoki címet és kupagyőzelmet ért el.

### A válogatottban
1963. május 22-én egy alkalommal szerepelt a görög válogatottban egy Lengyelország elleni barátságos mérkőzésen. A varsói találkozó 4–0-s lengyel győzelemmel ért véget. A 32. percben már 3–0 volt az állás és Szerafídiszt a 37. percben lecserélték. Több mérkőzésen nem szerepelt a válogatottban többször volt a tartalékja Szávasz Theodorídisznak és Tákisz Ikonomópulosznak.

### Edzőként
1973 és 1995 között az AÉK csapatának, 2012–13-ban az AÉK akadémiájának a kapusedzője volt.

## Sikerei, díjai
AÉK
- Görög bajnokság
  - bajnok (3): 1962–63, 1967–68, 1970–71
- Görög kupa
  - győztes (3): 1956, 1964, 1966

## Statisztika

### Mérkőzése a görög válogatottban
| Görögország | Görögország     | Görögország                    | Görögország   | Görögország | Görögország | Görögország | Görögország | Görögország |
| #           | Dátum           | Helyszín                       | Hazai         | Eredmény    | Vendég      | Kiírás      | Gólok       | Esemény     |
| ----------- | --------------- | ------------------------------ | ------------- | ----------- | ----------- | ----------- | ----------- | ----------- |
| 1.          | 1963. május 22. | Varsó, Stadion Dziesięciolecia | Lengyelország | 4 – 0       | Görögország | barátságos  | -           | 37'         |
|             | Összesen        |                                |               | 1           | mérkőzés    |             | 0           | gól         |